# Vanessa Prieto
Mara Vanessa Prieto (Ji-Paraná, 6 de março de 1979) é uma atriz, dramaturga, produtora ,escritora  e Garota-propaganda brasileira.

## Biografia e carreira
Nascida em Ji-Paraná, no interior do estado de Rondônia, Vanessa Prieto formou-se em teatro pela Escola de Arte Dramática da Universidade de São Paulo (USP) e em Cinema pela Universidade Federal de São Carlos (UFSCar).  Estudou interpretação para TV e Cinema na Alliance Theatre School, em Atlanta, nos Estados Unidos.
Na Televisão, estreou na telenovela Cristal (2006), no SBT, interpretando a vilã Bijou. Na Rede Globo, fez uma participação no seriado Sítio do Pica-Pau Amarelo (2007) e na telenovela Pé na Jaca (2007).
Foi indicada ao prêmio de Melhor Atriz Coadjuvante no Candango 2007-Festival de Cinema de Brasília, pelo longa metragem “Falsa Loura”, do diretor Carlos Reichenbach. Atuou, ainda, em diversos curtas, destaque para alguns com carreiras premiadas em festivais nacionais e internacionais: o curta musical “A Cena Perfeita”, do diretor Ricardo Rodrigues, e “Sozinho”, do diretor André Pagnossim, os curtas “Darluz” do diretor Leandro Goddinho, “Duas Almas”, do diretor Vebis JR, e o longa “Sábado A Noite”, do diretor Diego Doimo. Em 2009, fundou sua produtora de teatro em 2009. Desde então, produziu e idealizou em parceria com a Brancalyone Produções Artísticas o premiado “Lampião e Lancelote” vencedor dos prêmios Bibi Ferreira, APCA e Qualidade Brasil – 2013, espetáculo dirigido por Débora Dubois. Em 2011, produziu o musical infantil “O Silêncio Em Apuros” de sua autoria, com direção de Débora Dubois.
Entre outros espetáculos teatrais em que atuou estão: “Sonhos de uma Noite de Verão” no Parque Lage (RJ-2007), direção Anselmo Vasconcellos, “Ricardo III”, de W. Shakespeare, e “Mauser”, de Heiner Müller, ambos dirigidos por Celso Frateschi; “Bruxas de Salem”, de Arthur Miller, dir. Bete Dorgan; e “Entre Quatro paredes”, de Jean Paul Sartre, dir. Luis damasceno

## Prêmios e Indicações
- Indicada a Melhor Atriz Coadjuvante no Candango 2007- Festival de Cinema de Brasília - pelo longa metragem “Falsa Loura”;[2]
- Prêmios Bibi Ferreira, APCA e Qualidade Brasil – 2013 com a peça Lampião e Lancelote
- Indicada a Melhor Atriz no festival “Curta Teatro” de Sorocaba
- Prêmio de Melhor Cenografia Festival Curta Teatro
- Menção Honrosa no Prêmio Nascente 2009 da USP pela dramaturgia de “O Silêncio Em Apuros”[3]

## Filmografia

### Na televisão
- 2006 - Cristal (SBT) Bijou [2]
- 2007 - Sítio do Picapau Amarelo Rede Globo[2]
- 2015 - Zé do Caixão (Canal Space)[4]

### No cinema
- 2004 - Sozinho - André Pagnossim[2]
- 2005 - Cena Perfeita - Ricardo Rodrigues[2]
- 2008 - Sábado à Noite - Diego Doimo[2]
- 2008 - Falsa Loura - Carlos Reichenbach[2]

### No teatro
- Sonhos de uma noite de Verão - William Shakespeare* Ricardo III - William Shakespeare[2]
- Noite dos Reis - William Shakespeare[2]
- Bruxas de Salém - Arthur Miller[2]
- Entre quatro paredes - Jean Paul Sartre[2]
- Valsa nº 6 - Nelson Rodrigues[2]
- Boi-bumbá - Folclore brasileiro[2]
- Fausta - Walney Andrade[2]
- Lampião e Lancelote - Morgana[2]